# Wereldkampioenschappen schaatsen afstanden 2021 - 3000 meter vrouwen
De 3000 meter vrouwen op de wereldkampioenschappen schaatsen afstanden 2021 werd gereden op donderdag 11 februari 2021 in het ijsstadion Thialf in Heerenveen, Nederland.
Titelverdediger was Martina Sáblíková die haar titel verloor aan Antoinette de Jong die één tiende van een seconde sneller was. Irene Schouten won brons.

## Uitslag
| #      | Schaatser              | Land                  | Tijd       |
| ------ | ---------------------- | --------------------- | ---------- |
| Goud   | Antoinette de Jong     | Nederland             | 3.58,47    |
| Zilver | Martina Sáblíková      | Tsjechië              | 3.58,57    |
| Brons  | Irene Schouten         | Nederland             | 3.59,75    |
| 4      | Ragne Wiklund          | Noorwegen             | 4.00,49    |
| 5      | Isabelle Weidemann     | Canada                | 4.00,96    |
| 6      | Joy Beune              | Nederland             | 4.02,21    |
| 7      | Natalja Voronina       | Russian Skating Union | 4.02,85    |
| 8      | Valérie Maltais        | Canada                | 4.03,00    |
| 9      | Francesca Lollobrigida | Italië                | 4.04,37    |
| 10     | Jevgenia Lalenkova     | Russian Skating Union | 4.05,05    |
| 11     | Nadezjda Morozova      | Kazachstan            | 4.06,73 pr |
| 12     | Marina Zoejeva         | Wit-Rusland           | 4.07,56    |
| 13     | Mareike Thum           | Duitsland             | 4.08,39 pr |
| 14     | Nikola Zdráhalová      | Tsjechië              | 4.09,13    |
| 15     | Sofie Karoline Haugen  | Noorwegen             | 4.10,77    |
| 16     | Jelena Jeranina        | Russian Skating Union | 4.11,12    |
| 17     | Magdalena Czyszczoń    | Polen                 | 4.11,67    |
| 18     | Abigail McCluskey      | Canada                | 4.12,25    |
| 19     | Linda Rossi            | Italië                | 4.12,58    |
| 20     | Jekaterina Sloeva      | Wit-Rusland           | 4.14,97    |

1996 · 
1997 · 
1998 · 
1999 · 
2000 · 
2001 · 
2003 · 
2004 · 
2005 · 
2007 · 
2008 · 
2009 · 
2011 · 
2012 · 
2013 · 
2015 · 
2016 · 
2017 · 
2019 · 
2020 · 
2021 · 
2023 · 
2024 · 
2025